# حمض التيتانيك
حمض التيتانيك هو اسم عام يطلق على مجموعة من المركبات الكيميائية الحاوية على عناصر التيتانيوم والأكسجين والهيدروجين، وتشترك بالصيغة العامة [TiOx(OH)4−2x]؛ وأبسطها على الصيغة Ti(OH)4، والتي يمكن أن تكتب H4TiO4.

## الأصناف
هناك العديد من أصناف حمض التيتانيك، والتي ينتشر ذكرها خاصة في المراجع القديمة أوائل القرن العشرين.
- ميتا حمض التيتانيك (H2TiO3),[3]
- أورثو حمض التيتانيك (H4TiO4)[4] أوTi(OH)4أو "TiO2·2.16H2O".[5]
- بيروكسو حمض التيتانيك (Ti(OH)3O2H)[6]
- حمض البيرتيتانيك ([TiO(H2O2)]2+)[7]